# Liberty (альбом Duran Duran)
Liberty — шостий студійний альбом англійської групи Duran Duran, який був випущений 20 серпня 1990 року.

## Композиції
1. Violence of Summer (Love's Taking Over) – 4:22
2. Liberty – 5:01
3. Hothead – 3:31
4. Serious – 4:21
5. All Along the Water – 3:50
6. My Antarctica – 5:01
7. First Impression – 5:28
8. Read My Lips – 4:30
9. Can You Deal With It – 3:47
10. Venice Drowning – 5:13
11. Downtown – 5:23

## Учасники запису
- Саймон Ле Бон — вокал
- Нік Роудс — клавішні
- Джон Тейлор — бас-гітара
- Стерлінг Кемпбелл — ударні
- Воррен Куккурулло — гітара